# 4863 Yasutani
A 4863 Yasutani (ideiglenes jelöléssel 1987 VH1) a Naprendszer kisbolygóövében található aszteroida. Ueda Szeidzsi és Kaneda Hirosi fedezte fel 1987. november 13-án.